# 파도 (1982년 드라마)
《파도》는 1982년 7월 3일에 방영된 TV문학관이다.

## 줄거리
영실(조남경)은 호기심 많은 사춘기 소녀다. 영실의 언니 신실(금보라)은 학교 음악 선생님과 소문에 휩싸여 있다. 신실의 소문을 듣게 된 아버지(김성겸)는 불같이 화를 내며 신실의 머리카락을 잘라버리지만, 아버지의 과잉반응에 영실은 도리어 아버지가 언니만을 편애하는 것 같아 기분이 언짢다. 그러던 어느 날 영실은 신실이 자신의 친언니가 아니라는 소문을 듣게 되고 어머니(홍영자)에게 물어봤다가 호되게 야단만 맞는데...

## 출연
- 김성겸
- 금보라
- 조남경
- 정영숙
- 홍영자
- 서상익
- 이수연
- 문창길
- 정한용
- 김상락
- 박현정
- 유병준
- 김재영
- 정인철
- 권순현
- 고소희